# Markus Nüssli
Markus Nüssli, né le 9 juillet 1971, est un bobeur suisse notamment médaillé d'argent en bob à quatre aux Jeux olympiques d'hiver de 1998.

## Carrière
Markus Nüssli participe aux Jeux olympiques d'hiver de 1998 organisés à Nagano au Japon, où il est médaillé d'argent en bob à quatre avec Marcel Rohner, Beat Seitz et Markus Wasser. Il remporte également la médaille d'argent de bob à quatre aux championnats du monde de 1999, à Cortina d'Ampezzo en Italie.

## Palmarès

### Jeux Olympiques
- : médaillé d'argent en bob à 4 aux JO 1998.

### Championnats monde
- : médaillé d'argent en bob à 4 aux championnats monde de 1999.